# Вроцлавский крытый бассейн
Вроцлавский крытый бассейн — комплекс зданий и сооружений, оборудованных бассейнами и ваннами, а также другими приборами для гидротерапии и бальнеологии расположенный на Театральной площади в городе Вроцлав в Польше, построенный в 1897 году.

## Общая информация
Вроцлавский крытый бассейн — комплекс зданий и сооружений, которые были оборудованы бассейнами и ваннами, а также другими приборами для гидротерапии и бальнеологии. Сооружён в конце XIX века по проекту архитектора Вильгельма Вердельмана, профессора Школы искусств и ремёсел в Бармене.

## История
В 1894 году президент Вроцлавского общества плавания Г. Калленбах и городской санитарный советник доктор Э. Коберский учредили акционерное общество «Ложня Вроцлавская» с целью сбора средств на строительство крытого плавательного бассейна, который позволил бы круглогодично пользоваться лечебно-оздоровительными процедурами.
Новый объект должен был быть построен в квартале улиц, граничащих с сегодняшней улицей Театральная с юга, Менницей с севера, на месте, где раньше располагалась общественная баня. Был проведён конкурс архитектурных проектов, на который заявились 44 работы. Проект Вильгельма Вердельмана объявлен победителем и в сентябре 1895 года начались строительные работы, которые были завершены менее чем за два года. Первое здание было открыто 14 июня 1897 года, действует до настоящего времени и в нём находятся: бассейн № 1, парилка, лечебно-гигиенические ванны, ресторан, хозяйственные и подсобные помещения.
Спустя десять лет, 1 марта 1907 года, началось расширение здания. Именно тогда 19 октября 1908 года в присутствии Каролины, герцогини Саксонской-Майнингенской, был открыт второй бассейн для женщин, расположенный в юго-восточной части современного комплекса, и характерная водонапорная башня. Также были модернизированы и расширены турецкие бани, технические и подсобные помещения (фильтры, прачечная, машинное отделение).
Следующий этап расширения пришёлся на 1925—1927 годы. На двух пристроенных к тому времени этажах теперь находятся ванна, солярий и буфет. Дизайн этой реконструкции был разработан архитектором Гербертом Эрасом. В 1928 году бассейн № 1 был приспособлен для проведения спортивных соревнований (длина 25 м, глубина от 1,15 до 2,95 м, 5 дорожек). В 1953 году Марек Петрусевич установил здесь мировой рекорд на дистанции 100 метров вольным стилем, показав время 1:10,9.
В 1929—1930 годах был пристроен бассейн для молодёжи и ещё два бассейна, один для девочек, другой для мальчиков, расположились на двух этажах.
Во время немецкой оккупации городские бани пострадали не сильно. Летом 1945 года они вновь стали работать для посетителей. Во время ремонта в 1960—1962 годах значительная часть архитектурного оформления комнат была разрушена. В 1976 году бассейн № 4 был закрыт (в его бассейне установлены фильтры).
С 1977 года всё здание было внесено в Государственный реестр памятников архитектуры Нижнесилезского воеводства.